# Talang Balai
Talang Balai is een bestuurslaag in het regentschap Muara Enim van de provincie Zuid-Sumatra, Indonesië. Talang Balai telt 1628 inwoners (volkstelling 2010).